# Hans Seger

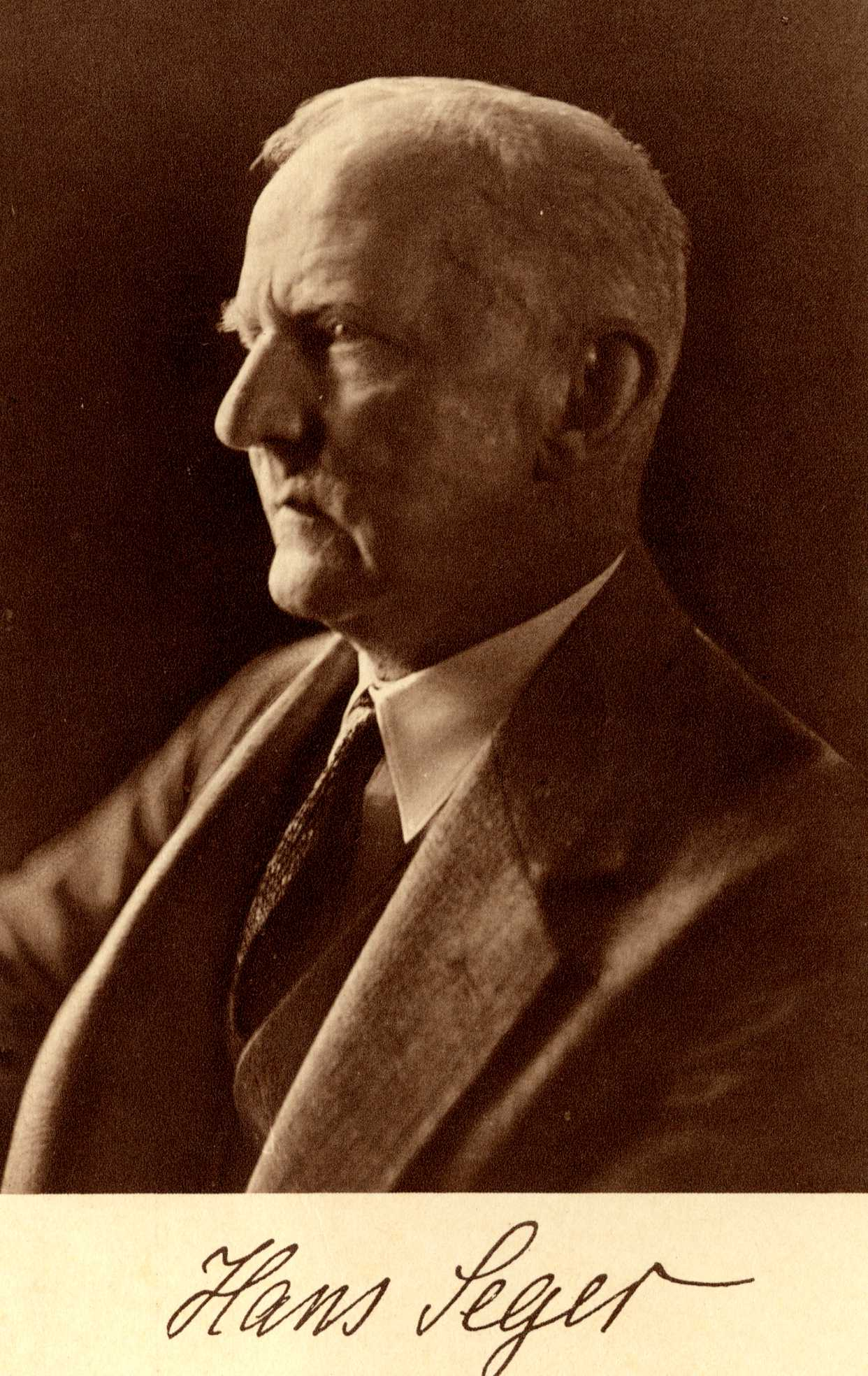
Hans Seger (um 1930)

Hans Seger (* 28. August 1864 in Neurode, Landkreis Neurode, Provinz Schlesien; † 15. August 1943 in Breslau) war ein deutscher Prähistoriker.

## Leben
Hans Seger studierte in Breslau bei August Rossbach, Robert Vischer und August Schmarsow sowie in München bei Heinrich von Brunn, Richard Muther und Berthold Riehl Klassische Archäologie und Kunstgeschichte. Als Nachfolger Eugen von Czihaks wurde er im Dezember 1892 Direktor des Museums schlesischer Alterthümer in Breslau. Er habilitierte sich 1907 und war als Honorarprofessor an der Universität Breslau tätig. Sein Gebiet war die Urgeschichte Schlesiens. Er grub eine jungsteinzeitliche Siedlung bei Jordansmühl aus. Auf ihn geht der Begriff Jordansmühler Kultur zurück. Sein Nachfolger als Museumsleiter wurde 1899 Karl Masner.

## Mitgliedschaften und Ehrungen
- 1904 Korrespondierendes Mitglied der Altertumsgesellschaft Prussia
- 1904 Korrespondierendes Mitglied der Königlichen Akademie der Geschichts- und Altertumswissenschaften Stockholm
- 1906 Ordentliches Mitglied der Königlichen Nordiske Oldskriftselskab Kopenhagen
- 1912 Korrespondierendes Mitglied der Naturforschenden Gesellschaft Danzig
- 1912 Korrespondierendes Mitglied der Anthropologischen Gesellschaft in Wien
- 1913 Auswärtiges Mitglied der Finnischen Altertumsgesellschaft in Helsingfors
- 1919 Verleihung der Virchow-Plakette der Berliner Gesellschaft für Anthropologie, Ethnologie und Urgeschichte
- 1922 Ehrenmitglied der Altertumsgesellschaft Prussia in Königsberg
- 1928 Ordentliches Mitglied des Archäologischen Institutes des Deutschen Reiches
- 1933 Ehrenmitglied der Society of Antiquaries of London
- 1936 Mitglied der Leopoldina
- 1939 Goethe-Medaille für Kunst und Wissenschaft

## Veröffentlichungen (Auswahl)
- Führer durch die Vorgeschichtliche Abteilung und das Antikenkabinett. Schlesisches Museum für Kunstgewerbe und Altertümer, Breslau 1920 (Digitalisat).
- mit Martin Jahn (Hrsg.): Quellenschriften zur ostdeutschen Vor- und Frühgeschichte, Bd. 1–6. Kabitzsch, Leipzig 1931–1940.